# يوم مخطط
يوم مخطط وهو أحد أيام العرب في الجاهلية، وكان بين قبيلة بني يربوع من بني تميم وبين قبيلة بكر بن وائل وذلك بمخطط وهو موضع في بلاد بني يربوع ويقع شرق منطقة حائل، وكان الظفر فيه لبني يربوع وقتل شريك ابن الحوفزان وهرب الحوفزان بن شريك وبسطام بن قيس.

## المعركة
قال أبو عبيدة جمع بسطام بن قيس الشيباني والحوفزان بن شريك الشيباني جموعاً كثيرة من بكر بن وائل وأغاروا وهم متساندين على بني يربوع بن حنظلة بن مالك بن زيد مناة بن تميم وهم في موضعٍ لهم يقال له مخطط، وقد نذر بهم بني يربوع وعلموا بمسيرهم، فأستعدوا للقائهم، فلما التقوا أقتتلوا قتالاً شديداً، فأنهزمت بكر بن وائل، وهرب الحوفزان وبسطام بن قيس، وحمل شهاب بن الحارث بن شهاب اليربوعي وهو أخو عتيبة بن الحارث التميمي على شريك بن الحوفزان بن شريك الشيباني وقتله، وأسر الأحيمر بن عبد الله اليربوعي الضريس الشيباني، وفي هذا اليوم قال مالك بن نويرة اليربوعي لما بلغه انتصار قومه على البكريين، وكان غائباً لم يشهد هذا اليوم: